# Santuario del Noce

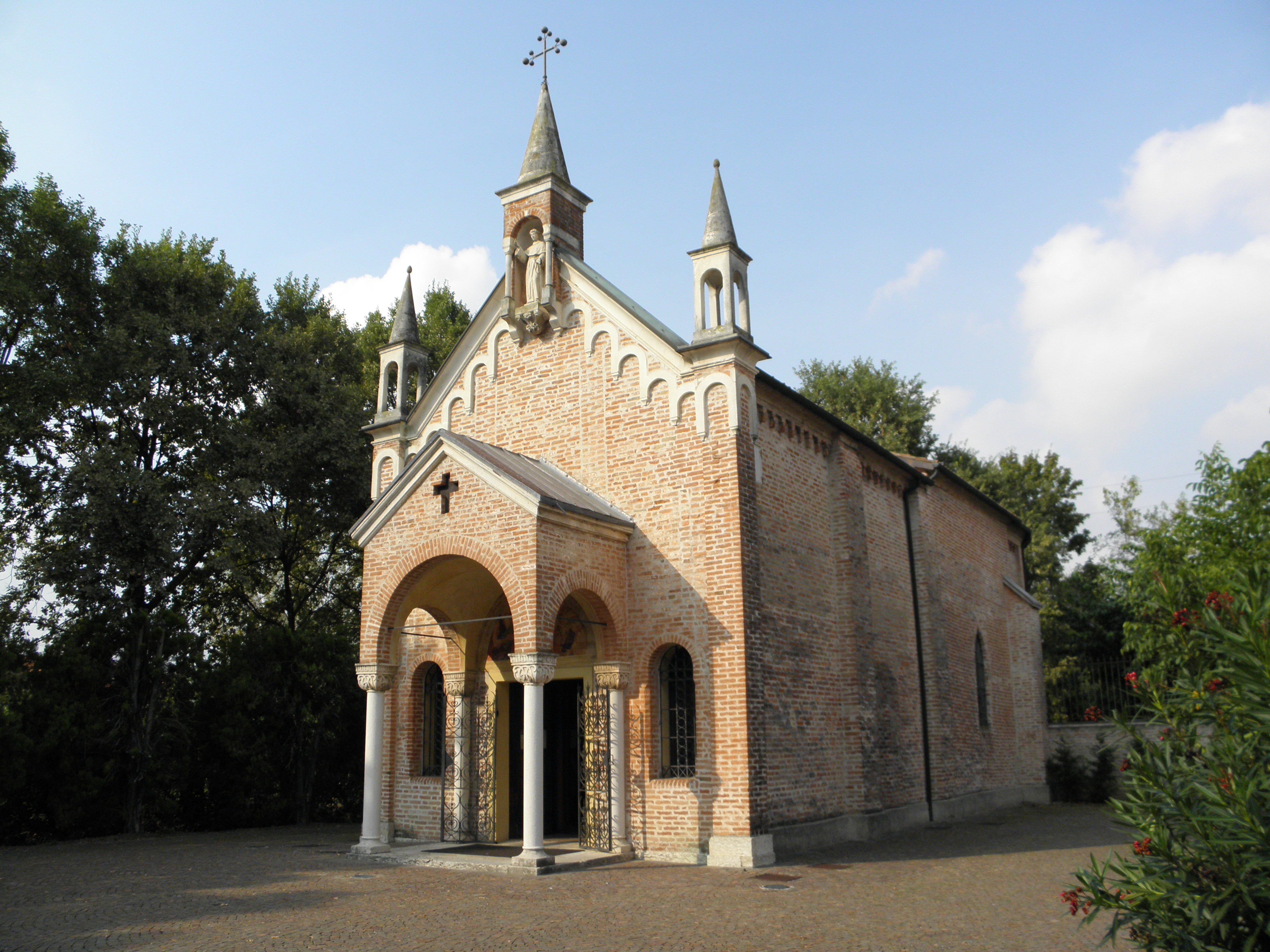
Santuario del Noce

Het Santuario del Noce, letterlijk Heiligdom van de Notenboom, staat in het dorp Camposampiero, een dorp in de Noord-Italiaanse provincie Padua. De kapel behoort evenwel tot het bisdom Treviso. Zij is toegewijd aan de heilige Antonius van Padua.

## Historiek
De kapel dateert van begin 15e eeuw; het oudste deel is dat aan de ingang. Graaf Gregorio Callegari gaf de opdracht tot de bouw. Nadien werd de kapel uitgebreid naar achter toe, nog in de 15e eeuw. In dezelfde periode verfraaide Girolamo Tessari, bijgenaamd Del Santo, het interieur met fresco’s. De fresco’s beelden taferelen uit uit het leven van Antonius van Padua.
Volgens de traditie predikte Antonius van Padua op deze plek vanuit een notenboom. Hij sliep ’s nachts in een hutje tussen de notenbomen. De naam van de kapel verwijst naar dit volksverhaal. In 1533 schilderde Bonifacio De Pitati het altaarstuk: dit toont Antonius zittend in een notenboom. Hij predikt aan het volk dat rond de boom gezeten is. Vooraan in het schilderij zit een man met rijkelijke gewaden op een bank bekleed met een Oosters tapijt; mogelijks is dit de Venetiaanse podestà van Camposampiero.
In de 19e eeuw werd de kapel een laatste maal vergroot.
In 1967 verrees er een Clarissenklooster naast de kapel.